# Александър Манолев
Александър Димитров Манолев е заместник-министър на икономиката на Република България.

## Биография
Роден е на 28 април 1976 година в Кулата. Завършва Професионалната гимназия по икономика и туризъм „Проф. д-р Асен Златаров“ в град Петрич с профил „Счетоводство и контрол“. Получава висшето си образование в Университетски колеж Лондон, Великобритания.
Започва професионалната си кариера в Националното сдружение на общините на Република България, където отговаря за подготовката на проекти за европейско финансиране. Работил е в областта на маркетинга и е заемал позиции на средно и висше управленско ниво в редица компании. Назначен за заместник-министър на туризма във второто правителство с министър-председател Бойко Борисов.
През 2016 г. поема управлението на Държавната агенция за метрологичен и технически надзор.
На извънредните парламентарни избори през 2017 г. е номиниран за народен представител от общинската структура на ПП ГЕРБ в Сандански. На проведения вот на 26 март 2017 г. получава 6703 преференциални гласа, което го нарежда на трето място в цялата страна по получени преференции (след лидерите на двете партии Бойко Борисов и Корнелия Нинова).
Назначен за заместник-министър на икономиката на Република България на 9 май 2017 г.
Владее английски, испански и гръцки език.

## Санкция от Държавния департамент на САЩ
На 2 юни 2021 година Държавният департамент на САЩ налага забрана за влизане и пребиваване на територията на САЩ на Александър Манолев (а също и на жена му Надя Манолева и децата им Алекса, Йоана и Димитър) поради „участие в значителна корупция, подкопаваща върховенството на закона и вярата на българското общество в правителствените институции“.

## Специализации
- "Управление на структурни проекти на ЕС”, организиран от ЕК, Будапеща
- "Бизнес комуникации и връзки с медиите”, Университетски колеж Лондон
- „Инвестиции в развиващи се пазари“, Джей Пи Морган, Лондон